# Струменево-абразивне оброблення
Струменево-абразивне оброблення (рос. струйно-абразивная обработка; англ. abrasive flow machining; нім. strömungsabrasive Bearbeitung f) – оброблення тіла абразивними зернами, введеними в струмінь рідини чи газу. Струменево-абразивна обробка (піскоструминна, дробеструминна) поєднує будь-яку обробку абразивом, розігнаним стисненим повітрям, водою або іншим середовищем. Дозволяє вирішувати широке коло завдань обробки (очищення) поверхні, зокрема видалення іржі, поверхневе зміцнення деталі, надання матеріалам необхідної форми, розмірів, фактури. 
Син. – абразивно-рідинне оброблення, гідроабразивне оброблення, гідрооброблення.